# 오카모토 다이하치
오카모토 다이하치(일본어: 岡本大八)는 아즈치모모야마 시대부터 에도 시대 초기의 무장으로, 혼다 마사즈미의 가신다. 일본에서 기독교 금교령의 원인이 된 오카모토 다이하치 사건의 원인 제공자이다.
기리시탄으로서 세례명은 파울로. 에도의 요리키 오카모토 하치로자에몬의 아들로 태어났다.

## 생애
처음에는 나가사키 부교인 하세가와 후지히로 밑에서 일했으나, 후일 마사즈미의 가신이 되었다. 1609년 아리마 하루노부가 나가사키 항구에서 마드레 데 데우스 호를 공격하였을 때, 하루노부를 감시하는 역을 맡았다. 다이하치는 하루노부의 공을 도쿠가와 이에야스에게 보고하여 은상을 받아오겠다는 거짓 약속을 하고 그 대가로 거액의 뇌물을 하루노부로부터 받았다. 그러나 다이하치가 약속을 지키지 않자, 이를 미심쩍어 한 하루노부와 마사즈미에 의해 들통나 1612년 음력 3월 21일 슨푸에서 화형당하였다.

## 같이 보기
- 오카모토 씨